# ناپدید شدن گارسیا لورکا
ناپدید شدن گارسیا لورکا (به انگلیسی: The Disappearance of Garcia Lorca) فیلمی محصول سال ۱۹۹۶ و به کارگردانی مارکوس زورینیگا است. در این فیلم بازیگرانی همچون آسای مورالس، یرون کرابه، اندی گارسیا، میگوئل فرر، ترزا خوزه برگانزا، مارسلا والرستین، آنتونی پلنا، جانکارلو جانینی و دنیس بلاسور ایفای نقش کرده‌اند.